# Acer capillipes
Acer capillipes (Kyushu Maple hay Red Snakebark Maple; tiếng Nhật: ホソエカエデ (hosoekaede)) là một loài thực vật có hoa trong họ Bồ hòn. Loài này được Maxim. ex Miq. mô tả khoa học đầu tiên năm 1867.

## Hình ảnh

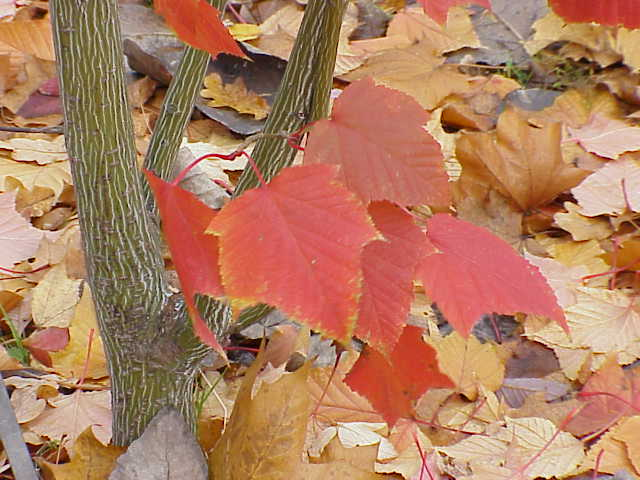
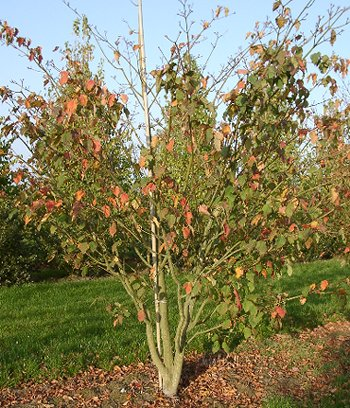
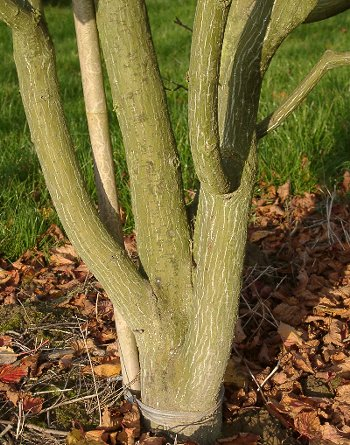
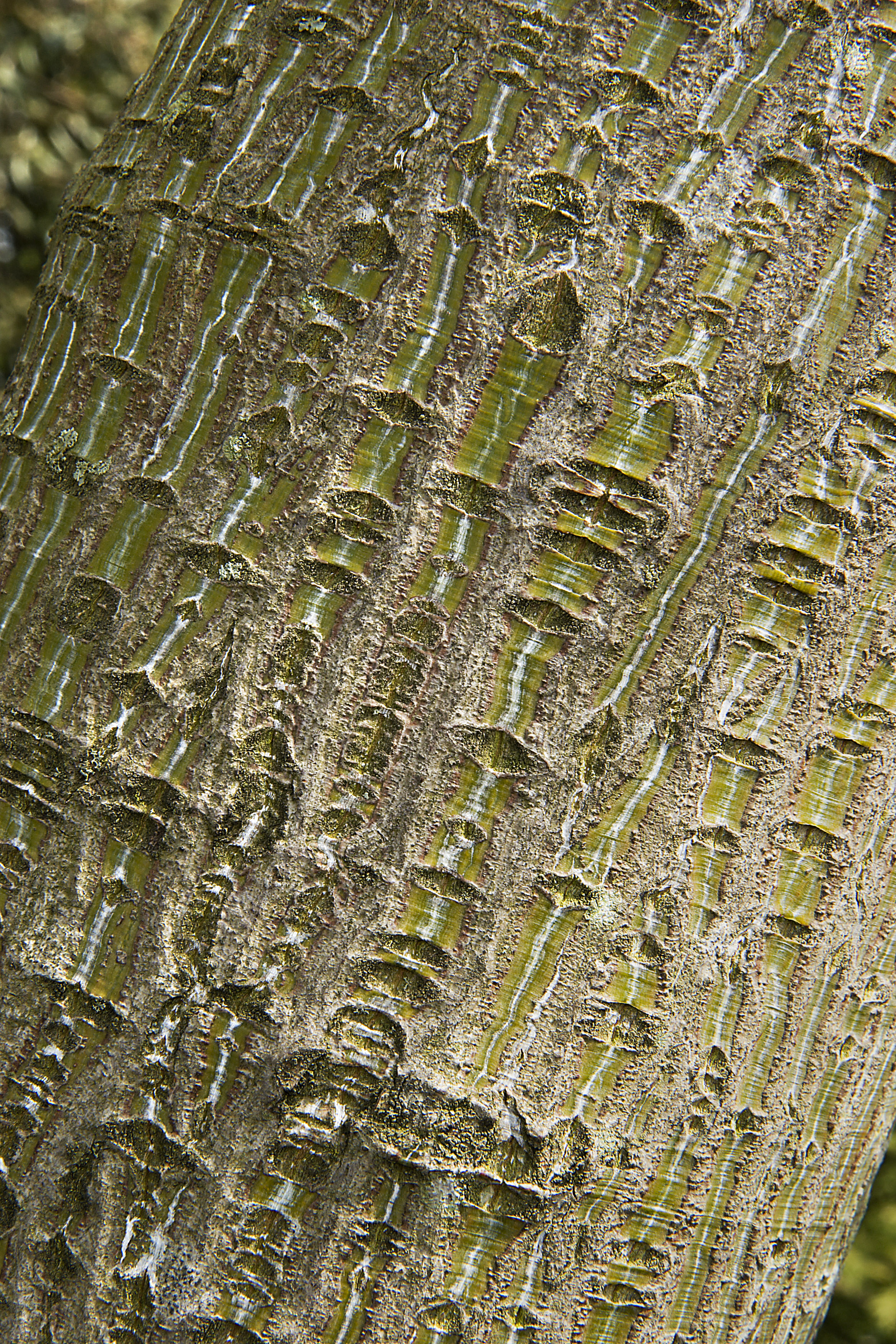